# Étouvelles
Étouvelles település Franciaországban, Aisne megyében. Lakosainak száma 207 fő (2022. január 1.). Étouvelles Chivy-lès-Étouvelles, Laval-en-Laonnois, Nouvion-le-Vineux és Vaucelles-et-Beffecourt községekkel határos.

## Népesség
A település népességének változása:
| Lakosok száma | 145  | 172  | 207  | 207  | 215  | 213  | 213  | 207  | 206  | 207  |
|               | 1968 | 1982 | 1990 | 2006 | 2013 | 2015 | 2017 | 2019 | 2020 | 2022 |